# Lorenzo Tehau
Lorenzo Tehau (1989. április 10. –) tahiti labdarúgó, aki jelenleg az AS Tefana játékosa és a tahiti labdarúgó-válogatott tagja. Ikertestvére Alvin Tehau, testvére Jonathan Tehau és unokatestvére Teaonui Tehau, akik szintén a tahiti labdarúgó-válogatott tagjai.

## Fordítás
- Ez a szócikk részben vagy egészben  a   Lorenzo Tehau című angol Wikipédia-szócikk fordításán alapul.  Az eredeti cikk szerkesztőit annak laptörténete sorolja fel. Ez a jelzés csupán a megfogalmazás eredetét és a szerzői jogokat jelzi, nem szolgál a cikkben szereplő információk forrásmegjelöléseként.